# 七瀬ゆうり
七瀬 ゆうり（ななせ ゆうり、1986年9月19日 - ）は、日本の元AV女優。
身長：156cm。スリーサイズ：B94（Fカップ）・W57・H82。血液型：A型。趣味、特技：ネイルアート。サンライズエージェンシー所属。

## 略歴
東京都出身。2007年、『SUPER GIRL』でAVデビュー。

## 出演作品

### アダルトビデオ
撮りおろし作品
2007年
- SUPER GIRL（7月1日、アイデアポケット）
- エロいいオンナ（8月1日、アイデアポケット）
- GAL逆ナンパ（9月1日、アイデアポケット）
- パイパンと中出しとワタシ（10月1日、アイデアポケット）
- 狂乱アクメ 執行番号18（11月22日、プレステージ）
- 萌えあがる募集若妻 淫らに狂い出す身売りわかづま 85 ゆうりさん（12月19日、プレステージ）

2008年
- BEST OF IDEAPOCKET 2007（1月1日、アイデアポケット）総集編
- 綺麗なお姉さんの巨乳エロ実習（2月20日、ホットエンターテイメント）
- 巨乳OLとキモおやじのベロベロちゅうちゅう（2月21日、グローリークエスト）
- 94cm Fカップ 美乳×超舌淫語×中出し痴女（2月21日、ディープス）
- White Whindow（2月25日、サイドビー・制作室）
- 逆ナンパ中出し 3 ナンパして中出しさせる6人のギャル（3月8日、隼エージェンシー）
- 人妻の淫らな告白 第3章 いけない関係に溺れる4人の人妻たち（3月17日、Nadeshiko）
- 美人OLのランチタイム 2 オフィス街の肉欲交尾（3月20日、グローリークエスト）
- これが一発大量、ザーメンバズーカ!!24時間いつでもどこでもきれいな顔面めがけてものすごい発射（3月20日、SODクリエイト）
- 爆乳家庭教師 1（5月9日、ビッグモーカル）
- こだわりの手コキ 4時間SP VIII 30人のハンドメイド（5月10日 隼エージェンシー）
- ショートパンツ娘しか見たくない! 4時間（5月23日、TMA）
- 顔を舐める（6月6日、映天）
- BOIN HAZARD（6月13日、ビッグモーカル）
- 競泳水着ローションレズ（6月13日、TMA）
- 私は痴女 満毛快魁（6月13日、クリスタル映像）
- フェラ!!大好き!?13人のフェラ好きガールズ（6月14日 隼エージェンシー）
- 口唇と舌が性器なリップエステシャンと出会えたら…（6月21日、ラハイナ東海）
- 会員制高級ソープ 二輪車限定 むっちりギャル専門店 2（7月18日、GLAY'z）
- 中出し素人巨乳OL 4（7月25日、ビッグモーカル）
- 東京GalsベロCity 18（8月5日、ドリームチケット）
- 女社長と秘書の禁断な関係（8月8日、アウダースジャパン）
- DOKIレズ 25（8月8日、アウダースジャパン）
- 美人若妻 陵辱羞恥（8月22日、映天）
- 巨乳素人レズOL 2（8月22日、ビッグモーカル）
- 巨乳専門ギフトショップ「BOIN♪SHOP」（9月4日、V&Rプロダクツ）
- 後背位からお願い。（9月19日、SEX Agent）
- 妹のボインは発育中なのにGカップ! 2（9月26日、チェリーズ）
- MODEL CLUB CLASS A ver.26（9月26日、silvia）
- ふたなりヒロイン「バードファイブ」（9月26日、GIGA）
- Rookies2 淫撮!広島在住のドエローなFカップネイリスト ゆうりさん（10月16日、マキシング）
- 後背位からお願い。（10月24日、映天）
- 究極の妄想発明シリーズ第10弾 女体あやつり人形 〜女のカラダを思いのままに操って辱め!軟体エロポーズでハレンチ天国〜（11月4日 ロケット）
- 美人妻乱交中出しコンパ（11月7日 GLAY'z）
- エロ美少女に一日中抜かれ続けてみませんか 強制連続抜き地獄（11月13日 アロマ企画）
- L Beautiful Lesbian VOL.2 秘密のコスチュームレズ（11月14日、U&K）
- ハーレム 2（11月19日、ミスター・インパクト）
- 乳首をお留守にしない爆乳舐め Gカップ・美脚の舌長痴女二人が舐めつくす乳首レズ（11月21日 シネマユニット・ガス）
- レズオナ。VOL.3（11月28日、U&K）共演:みはる
- つぼみ レズ解禁（12月18日 LADY×LADY）
- 巨乳コギャルズパイパン学園（12月19日 イエロー）

2009年
- フェラコレ2009冬SP（1月15日 隼エージェンシー）
- 生中出し 新入女子社員 3（1月16日 メディアステーション）
- 巨乳淫乱オフィスレディー（1月19日 イエロー）
- ラジコン式バイブ付きパンツを履いて原宿表参道に初めてのアクメおつかいにイクッ!!（1月22日 SODクリエイト）
- 超舌ベロリアン（2月19日 アキノリ）
- 巨乳淫乱オフィスレディー（2月19日 イエロー）
- エロい女のピストンマ●コとイヤラシい腰使い 2 絶頂限界ディルドゥオナニー（2月20日 映天）
- Gyu! 真正中出しラブリーデート（2月28日 モブスターズ）
- エロい女のピストンマ●コとイヤラシい腰使い 2 絶頂限界ディルドゥオナニー（3月6日 映天）
- 全裸系巨乳水泳部 チチショー2（3月7日 プレミアム）
- 教師と生徒の逆転関係!禁断レズ学園（3月19日 ディープス）
- ちんぐり返しアナル舐め手コキ2（3月19日 イエロー）
- 手コキでベロちゅ〜 6（4月19日 イエロー）
- スクール水着ローションパイズリ（4月19日 イエロー）
- 集団巨乳痴女（4月19日 クロス）
- レズ マジックミラー号6 横浜みなとみらい編（5月7日 ディープス）
- レイプ中出し 巨乳編 2（5月15日 隼エージェンシー）
- 羞辱妄想劇場 VOL.2 憧れ病院アイドルのナース服が溶けた!（6月4日 サディスティックヴィレッジ）
- 顔面ひでぶアクメ（6月5日、OFFICE K'S）
- 巨乳コギャルズ学園（6月19日、イエロー）
- むかつく女を思う存分犯す 理不尽にレイプされる6人の女たち（7月15日 隼エージェンシー）
- フェラコレ2009夏SP（7月15日 隼エージェンシー）

### イメージビデオ
- GOKUERO（2007年5月26日、レイフル）